# 12 de agosto
El 12 de agosto es el 224.º (ducentésimo vigesimocuarto) día del año en el calendario gregoriano y el 225.º en los años bisiestos. Quedan 141 días para finalizar el año.

## Acontecimientos
- 490 a. C.: en Grecia se libra la batalla de Maratón, donde los griegos derrotaron a los invasores persas. Dos días después habría sucedido la fábula de Filípides (que corrió 42 km desde Maratón a Atenas para morir diciendo «Hemos vencido»).
- 1042: en Palmira (Siria) y en Baalbek (Líbano) queda registrado un terremoto que deja más 50.000 víctimas en la región.
- 1121: Batalla de Didgori, el ejército georgiano, bajo el mando de David IV el Constructor, derrota al famoso comandante Selyúcida Ilghazs.
- 1227: en el Cerro de la Cabeza (España) se encuentra una imagen de la Virgen, que con el tiempo se conocería como la Virgen de la Cabeza.
- 1281: en Japón, un tifón destruye la flota de invasión de Kublai Khan.
- 1499: Inicia la Batalla de Zonchio entre Venecia y los otomanos.
- 1762: en Cuba, la ciudad de La Habana es tomada por una escuadra británica.
- 1806: en la actual República Argentina, las tropas mandadas por Santiago de Liniers reconquistan la ciudad de Buenos Aires, derrotando al ejército británico y capturando a su general, William Béresford.
- 1812: en España, las tropas francesas abandonan Madrid cuando el ejército aliado del Duque de Wellington las vence en la batalla de los Arapiles.
- 1821: en Argentina se funda la Universidad de Buenos Aires.
- 1841: El superintendente de Belice y el monarca misquito desembarcan en San Juan del Norte y comunican a las autoridades nicaragüenses que esa ciudad y el resto de la Costa Atlántica pertenecían al Reino Misquito.
- 1845: en la aldea argentina de Malabrigo (noreste de la provincia de Santa Fe), las fuerzas federalistas de Martín de Santa Coloma vencen a las fuerzas unitarias de Juan Pablo López, quien logra escapar con el botín que recogió durante un mes de gobierno espurio.
- 1851: en Boston (Estados Unidos), Isaac Merrit Singer patenta la máquina de coser.
- 1854: en Guaymas (México) fusilan al conde Gaston Raousset de Boulbon debido a la acción de armas del pasado 13 de julio.
- 1854: se declaró triunfador a Jaime Nunó, para que su música armonizara las letras del Himno Nacional Mexicano
- 1864: en la provincia de Corrientes (noreste de Argentina), Bernardino Valle funda la aldea de Ituzaingó.
- 1869: en Paraguay —en el marco de la batalla de Piribebuy, una de las más sangrientas de la Guerra de la Triple Alianza (la Argentina, Brasil y Uruguay contra Paraguay)— el ejército brasileño quema el hospital de la ciudad, con 600 heridos, médicos y enfermeras dentro.
- 1869: en Managua (Nicaragua) muere el general José Dolores Estrada Vado, héroe de la Batalla de San Jacinto en 1856.
- 1877: en Estados Unidos: Thomas Alva Edison anunció la invención de su primer fonógrafo
- 1877: en Estados Unidos: el astrónomo estadounidense Asaph Hall descubre Deimos, una de las dos lunas de Marte.
- 1883: se extingue la especie de cebra cuaga, la única especie de cebra rojiza, que vivía en cautividad en el zoológico de Ámsterdam (Países Bajos), extinguiéndose definitivamente la subespecie.
- 1888: en Barcelona se crea el sindicato Unión General de Trabajadores (UGT) y se celebra su primer congreso.
- 1908: en Detroit (Estados Unidos), la fábrica Ford Motor Company inicia la producción del modelo Ford T.
- 1909: en Indianápolis (Estados Unidos) se inaugura el autódromo Indianapolis Motor Speedway.
- 1909: en España se crea la Federación Española de Clubes de Fútbol.
- 1914: en Francia el gobierno declara la guerra al Imperio austrohúngaro.
- 1919: en Costa Rica el dictador Pelico Tinoco abandona el país con 100 000 dólares (equivalente a varios millones de dólares actuales) tras una huelga generada por el asesinato del maestro salvadoreño Marcelino García Flamenco (30), quemado vivo por los tinoquistas.
- 1928: Fundación de Deixa Falar, primera escuela de samba de Brasil.
- 1936: En el contexto de los intentos franquistas de golpe de Estado contra la Segunda República española (1936-1939), parte de Jaén el segundo tren con prisioneros golpistas destinados a la cárcel de Alcalá de Henares. El tren sería interceptado por milicianos armados ajusticiando a muchos colaboradores del franquismo detenidos, entre ellos, el Obispo de Jaén junto con algunos de sus familiares, y varios religiosos.
- 1936: en Barcelona ―en el marco de la guerra civil española― son ajusticiados y fusilados los generales golpistas Manuel Goded y Álvaro Fernández Burriel por su participación en la sublevación militar golpista contra la Segunda República española.
- 1946: en Génova se funda el Club de Fútbol Sampdoria.
- 1947: en España, José Hierro (1922-2002) publica su primer libro de poemas, Tierra sin nosotros.
- 1947: la Resolución 29 del Consejo de Seguridad de las Naciones Unidas es adoptada.
- 1948: en Estados Unidos el gobierno solo reconoce al gobierno de Corea del Sur.
- 1949: en la ciudad de Ginebra (Suiza), se celebran los Convenios de Ginebra, piedra angular del derecho internacional humanitario.
- 1953: la Unión Soviética detona su primera bomba de hidrógeno (Estados Unidos había detonado la suya el 1 de noviembre de 1952).
- 1953: la Resolución 99 del Consejo de Seguridad de las Naciones Unidas es adoptada.
- 1955: en España se realiza el primer vuelo del avión reactor Saeta.
- 1956: en Puerto Rico el huracán Santa Clara causa graves daños a la agricultura y la muerte de 16 personas* rompió una racha de 24 años sin el paso directo de un huracán por Puerto Rico (el último había sido San Ciprián en 1932).                                1958: a 43 km por encima del atolón Johnston (islas Marshall, en medio del océano Pacífico), Estados Unidos detona su bomba de hidrógeno Orange, de 3800 kt (la bomba de Hiroshima generó 13 kt). Se trata de la bomba n.º 155 de las 1132 que Estados Unidos hizo detonar entre 1945 y 1992.
- 1960: en los Estados Unidos, la NASA pone en órbita el primer satélite globo, el Echo 1.
- 1963: a 302 metros bajo tierra, en el campo de pruebas de Nevada (102 km al noroeste de la ciudad de Las Vegas), a las 15:45 hora local Estados Unidos detona su bomba atómica n.º 995, Pekan (de 8 kilotones).
- 1964: Sudáfrica es excluida de los Juegos Olímpicos debido a su política racista  (apartheid).
- 1966: a 87 metros bajo tierra, en el campo de pruebas de Nevada (102 km al noroeste de la ciudad de Las Vegas), a las 7:36 hora local Estados Unidos detona la bomba atómica Tangerine, de 20 kilotones (la bomba de Hiroshima generó 13 kt). Se trata de la bomba n.º 476 de las 1129 que Estados Unidos hizo detonar entre 1945 y 1992.
- 1968: en Montevideo (Uruguay) ―en el marco de la presidencia de Jorge Pacheco Areco―, la policía abre fuego contra una manifestación de estudiantes universitarios, y hiere a uno, Líber Arce, que fallecerá dos días después.
- 1980: en Uruguay se firma el Tratado de Montevideo, creándose la ALADI.
- 1981: en Estados Unidos, IBM introduce al mercado el primer ordenador personal (PC o personal computer).
- 1984: en Estados Unidos terminan los Juegos Olímpicos de Los Ángeles con boicot de los países del Este, en respuesta del boicot que hicieron los estadounidenses en las anteriores olimpíadas celebradas en Moscú.
- 1985: el accidente del vuelo 123 de Japan Airlines.
- 1986: Japón lanza su satélite geodésico Ajisai.
- 1988: en Estados Unidos se estrena la polémica película de Martin Scorsese La última tentación de Cristo.
- 1991: el grupo Metallica edita su Álbum negro.
- 1993: en Buenos Aires (Argentina), el Gobierno de Carlos Saúl Menem firma el Pacto Fiscal II, que disminuyó la presión tributaria provincial («Achicar el estado es agrandar la Nación»). Esto provocó una recesión dos años después, ya que disminuyó la capacidad productiva de las provincias.[1]
- 1995: en Ecatepec (México) se funda la Diócesis de Ecatepec. Fue la última fundada del siglo XX.
- 1997: en el Antelope Canyon mueren 11 turistas a causa de las inundaciones instantáneas. Solo sobrevive el guía.
- 1999: la Asamblea General de las Naciones Unidas proclama este día como Día Internacional de la Juventud.
- 2000: en el mar de Barents se hunde el submarino ruso Kursk, muriendo los 118 tripulantes.
- 2003: en Buenos Aires (Argentina), el Congreso vota ―por iniciativa del presidente Néstor Kirchner― la nulidad de las leyes de Obediencia Debida y Punto Final (establecidas en 1986 y 1987 por el presidente radical Raúl Alfonsín).[2]
- 2005: Estados Unidos lanza la sonda Mars Reconnaissance Orbiter hacia Marte.
- 2007: en Ciudad Real sucede un terremoto de 5,1°. Se deja sentir en gran parte de la península ibérica.
- 2008: en los Estados Unidos, la banda musical Jonas Brothers lanza su álbum A Little Bit Longer.
- 2008: en Puerto Rico, el cantante Daddy Yankee lanza su álbum Talento de Barrio (álbum).
- 2010: en Bogotá (Colombia) es atacado con un carro-bomba el edificio donde funciona la cadena radial Caracol Radio.
- 2010: en Ecuador se registra el terremoto de Ecuador de 2010, con una magnitud de 7,2 grados. Es uno de los más fuertes registrados en la historia del país.
- 2014: en Quito sucede un fuerte terremoto de magnitud 5.1 en la escala de Richter que se registró a 7.7 kilómetros, dejando 4 fallecidos y 10 heridos.
- 2015: en Tianjin dos explosiones masivas dejan al menos 173 muertos, entre ellos 104 bomberos.
- 2025: en España, la Confederación Hidrográfica del Guadiana inicia el vaciado del embalse de Alcollarín (Cáceres), produciéndose una pérdida de agua y biodiversidad calificada como un desastre medioambiental.[3]

## Nacimientos
- 1566: Isabel Clara Eugenia, aristócrata española (f. 1633).
- 1589: Domenico Fiasella, pintor italiano (f. 1669).
- 1604: Tokugawa Iemitsu, shōgun japonés (f. 1651).
- 1644: Heinrich Ignaz Biber, compositor y violinista austro-bohemio (f. 1704).
- 1681: Vitus Bering, explorador danés (f. 1741).
- 1762: Jorge IV, rey británico (f. 1830).
- 1774: Robert Southey, poeta británico (f. 1834).
- 1831: Helena Petrovna Blavatsky, ocultista estadounidense de origen ruso (f. 1891).
- 1837: Sven Berggren, naturalista y botánico sueco (f. 1917).
- 1844: Muhammad Ahmad, líder religioso musulmán del Sudán egipcio (f. 1885).
- 1849: Abbott Handerson Thayer, naturalista, profesor y artista estadounidense (f. 1921).
- 1856: Eduardo Dato Iradier, político español (f. 1921).
- 1866: Jacinto Benavente, dramaturgo español, premio nobel de literatura en 1922 (f. 1954).
- 1875: Héctor Panizza, director de orquesta y compositor argentino (f. 1967).
- 1880: Radclyffe Hall, poetisa y escritora británica (f. 1943).
- 1880: Christy Mathewson, beisbolista estadounidense (f. 1925).
- 1881: Cecil B. DeMille, cineasta estadounidense (f. 1959).
- 1882: George Wesley Bellows, pintor estadounidense (f. 1925).
- 1883: Marion Lorne, actriz estadounidense (f. 1968).
- 1887: Erwin Schrödinger, físico austríaco, premio nobel de física en 1933 (f. 1961).
- 1892: Mariano Arrate, futbolista español (f. 1963).
- 1892: Alfred Lunt, actor estadounidense (f. 1977).
- 1896: Lino Enea Spilimbergo, artista argentino (f. 1964).
- 1903: Absalón Argañarás, artista plástico argentino (f. 1980).
- 1904: Alekséi Nikoláyevich Románov, aristócrata ruso (f. 1918).
- 1906: Harry Hopman, tenista australiano (f. 1985).
- 1906: Tedd Pierce, animador y guionista estadounidense (f. 1972).
- 1907: Joe Besser, actor y humorista estadounidense (f. 1988).
- 1910: Heinrich Sutermeister, compositor de ópera y músico suizo (f. 1995).
- 1910: Jane Wyatt, actriz estadounidense (f. 2006).
- 1911: Mario Moreno Cantinflas, actor cómico mexicano (f. 1993).
- 1912: Samuel Fuller, cineasta estadounidense (f. 1997).
- 1913: Maha Boowa Ñanasampanno, monje budista (f. 2011).
- 1921: Abel Paz, historiador anarcosindicalista español (f. 2009).
- 1922: Miloš Jakeš, político checoslovaco (f. 2020).
- 1924: Xabier Gereño, escritor español (f. 2011).
- 1924: Jorge Vidal, cantante argentino (f. 2010).
- 1925: Guillermo Cano, periodista colombiano (f. 1986).
- 1925: Thor Vilhjálmsson, escritor islandés (f. 2011).
- 1926: John Derek, actor y cineasta estadounidense (f. 1998).
- 1926: Valentín García Quinto, escultor español (f. 2013).
- 1926: Joe Jones, músico estadounidense de rhythm & blues (f. 2005).

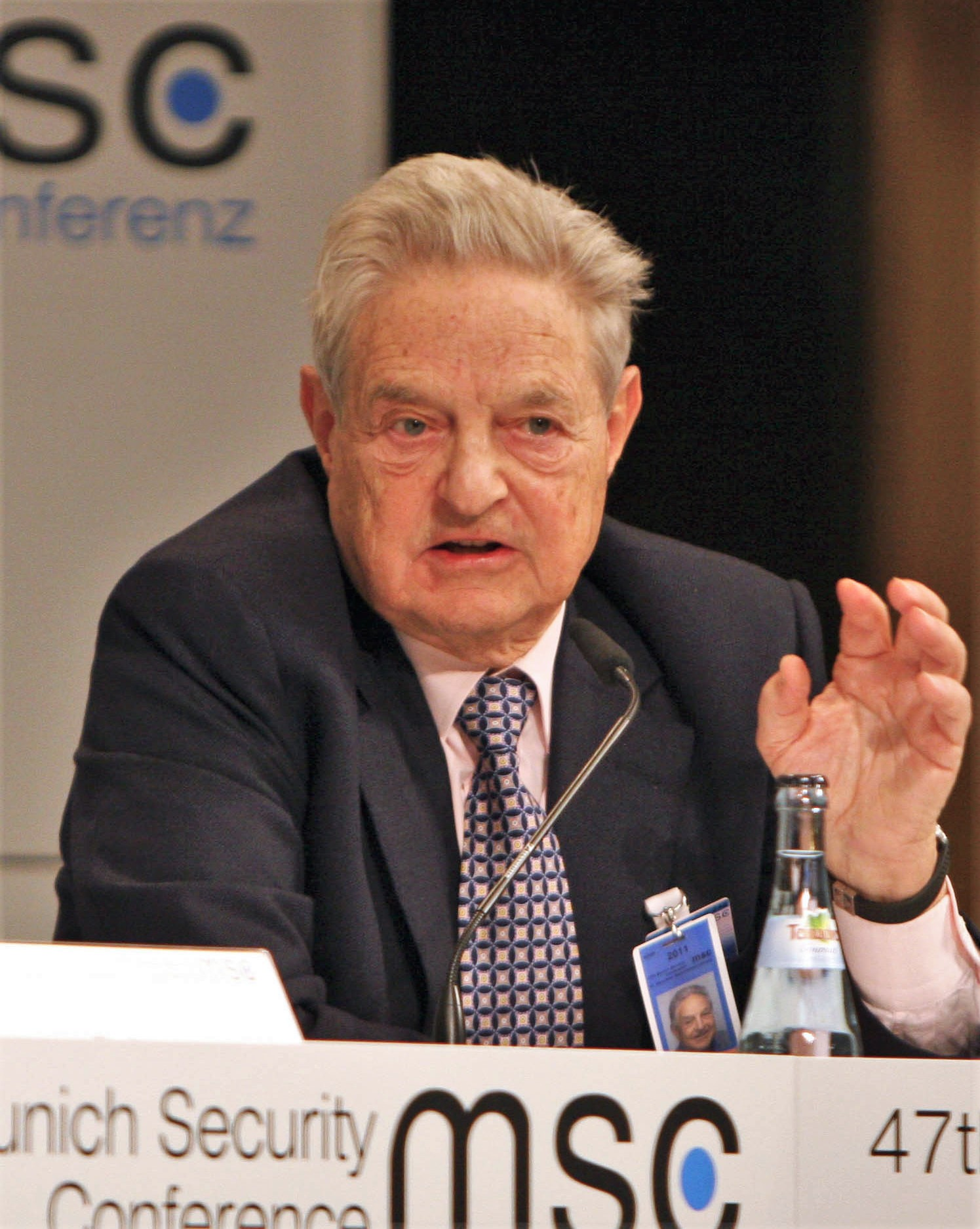
George Soros.

- 1930: George Soros, magnate, inversor y empresario húngaro-estadounidense.
- 1931: Norberto Aroldi, poeta, guionista y actor argentino (f. 1978).
- 1931: William Goldman, escritor estadounidense (f. 2018).
- 1932: Sirikit Rajini reina consorte tailandesa.
- 1934: Héctor Herrera Álvarez, actor cómico mexicano (f. 2010).
- 1935: John Cazale, actor ítalo-estadounidense (f. 1978).
- 1939: George Hamilton, actor estadounidense.
- 1939: Juan Cárdenas Arroyo, pintor y dibujante colombiano. (f. 2024).
- 1941: Réjean Ducharme, escritor y dramaturgo canadiense (f. 2017).
- 1943: Fernando López Carrasco, político español.
- 1944: Francesco Morini, futbolista italiano (f. 2021).
- 1945: Jean Nouvel, arquitecto francés.
- 1949: Fernando Collor de Mello, político brasileño, presidente entre 1990 y 1992.
- 1949: Salif Keïta, músico maliense.
- 1949: Mark Knopfler, músico británico, de la banda Dire Straits.
- 1951: Vicente Muleiro, escritor, dramaturgo y periodista argentino.
- 1952: Isidro Infante, pianista, arreglista y productor puertorriqueño
- 1952: Charlie Whiting, ingeniero británico, director de carreras de la Fórmula 1 (f. 2019).
- 1952: Chen Kaige, cineasta chino.
- 1953: Carlos Mesa, político e historiador boliviano.
- 1954: Christoph Baumann, actor y director de teatro germano-ecuatoriano.
- 1954: François Hollande, presidente francés.
- 1954: Pat Metheny, guitarrista estadounidense de jazz.
- 1956: Bruce Greenwood, actor canadiense.
- 1956: Osvaldo Laport, actor uruguayo.
- 1959: María Socas, actriz argentina.
- 1960: Laurent Fignon, ciclista francés (f. 2010).
- 1960: Alberto Jiménez-Becerril Barrio, político español asesinado por ETA (f. 1998).
- 1960: Gilberto Kassab, político brasileño.
- 1960: José Manuel Sánchez Canillas, futbolista español.
- 1961: Violeta Bermúdez, política peruana.
- 1961: Roy Hay, guitarrista británico, de la banda Culture Club.
- 1962: Otilio Castro, actor chileno.
- 1962: Urbano Lugo, beisbolista venezolano.

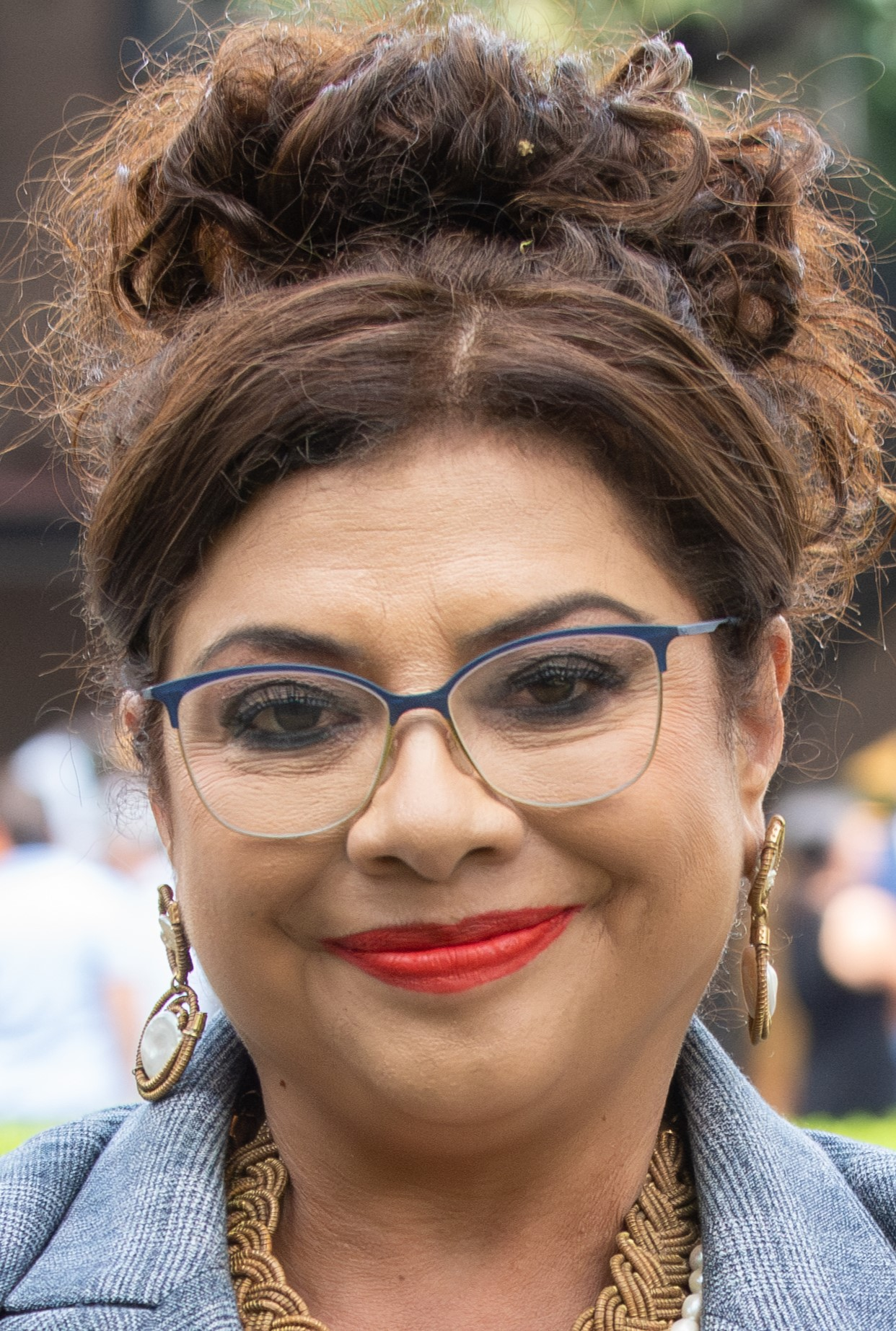
Clara Brugada

- 1963: Ximena Rivas, actriz chilena
- 1963: Sir Mix-a-Lot, rapero estadounidense.
- 1963: Clara Brugada, política mexicana, Jefa de Gobierno de Ciudad de México desde 2024.
- 1964: Txiki Begiristain, futbolista español.
- 1964: Tatiana Clouthier Carrillo, política mexicana.
- 1965: Peter Krause, actor estadounidense.
- 1966: Carlos Álvarez, cantante español.
- 1966: Fernando López, cantante español, del grupo Modestia Aparte.
- 1967: Miguel Anxo Bastos, economista y conferencista español, conocido por su defensa de las tesis del liberalismo económico y en concreto de la Escuela Austríaca.
- 1967: Emil Kostadinov, futbolista búlgaro.
- 1967: Paulo Roberto, jugador brasileño de fútbol sala.
- 1969: Lucho Cáceres, actor peruano.
- 1970: Mariola Fuentes, actriz española.
- 1971: Rebecca Gayheart, actriz estadounidense.
- 1971: Pete Sampras, tenista estadounidense.
- 1971: Yvette Nicole Brown, actriz estadounidense.
- 1972: Paolo Orlandoni, futbolista italiano.
- 1972: Toshihiro Uchida, futbolista japonés.
- 1973: Joseba Beloki, ciclista español.
- 1973: Carlos Chamarro, actor español.
- 1973: Natalia París, es una modelo, empresaria, diyéi y publicista colombiana.
- 1973: Muqtada al-Sadr, líder político iraquí.
- 1975: Casey Affleck, actor estadounidense.
- 1976: Mikko Lindström, guitarrista finlandés, de la banda HIM.
- 1976: Antoine Walker, baloncestista estadounidense.
- 1976: Wednesday 13, músico estadounidense, de la banda Murderdolls.
- 1977: Jesper Grønkjær, futbolista danés.
- 1980: Javier Chevantón, futbolista uruguayo.
- 1980: Maggie Lawson, actriz estadounidense.
- 1980: Dominique Swain, actriz estadounidense.
- 1981: Djibril Cissé, futbolista francés.
- 1981: Takuya Nozawa, futbolista japonés.
- 1982: Alexandros Tzorvas, futbolista griego.
- 1983: Klaas-Jan Huntelaar, futbolista neerlandés.
- 1984: Marcelo Labarthe, futbolista brasileño.
- 1985: África Zavala, actriz mexicana.
- 1986: Juan de Dios Prados López, futbolista español.
- 1987: Mike Frisby, guitarrista estadounidense, de la banda Blessthefall.
- 1988: Rami Gershon, futbolista israelí.
- 1989: Mariana Duque, tenista colombiana.
- 1989: SunYe, cantante surcoreana.
- 1990: Mario Balotelli, futbolista italiano.
- 1990: Marvin Zeegelaar, futbolista neerlandés.
- 1990: Jef Lettens, balonmanista belga.
- 1991: Isamu Matsuura, futbolista japonés.
- 1991: Moreno De Pauw, ciclista belga.
- 1992: Cara Delevingne, modelo británica.
- 1992: Mercy Achieng, futbolista keniana.
- 1992: Kevin Kraus, futbolista alemán.
- 1993: Filipe Augusto, futbolista brasileño.
- 1993: Max Crocombe, futbolista neozelandés.
- 1993: Rafael Giménez Jarque, futbolista español.
- 1993: Wendy Guevara, actriz, celebridad de internet, influencer trans y cantante mexicana.
- 1993: Imani Hakim, actriz estadounidense.
- 1993: Luna, cantante surcoreana.
- 1994: Ian Happ, beisbolista estadounidense.
- 1994: Andre Lewis, futbolista jamaicano.
- 1994: Carlo Urquiaga, futbolista peruano.
- 1994: José David Lloreda, futbolista colombiano.
- 1994: Erik Durham, baloncestista estadounidense.
- 1995: Jevgēņijs Kazačoks, futbolista letón.
- 1995: Jean-Luc Dompé, futbolista francés.
- 1995: Arnaldo Rui Manuel Caminho, futbolista mozambiqueño.
- 1995: Finn Delany, baloncestista neozelandés.
- 1995: Rade Zagorac, baloncestista serbio.
- 1996: Menatalá Abdelaal, taekwondista egipcia.
- 1996: Edwin Banguera, futbolista colombiano.
- 1996: Arthur Melo, futbolista brasileño.
- 1996: Na Sang-ho, futbolista surcoreano.
- 1996: Takayuki Arakaki, futbolista japonés.
- 1996: Torri Webster, actriz canadiense.
- 1997: Steve Ambri, futbolista franco-bisauguineano.
- 1997: Yota Maejima, futbolista japonés.
- 1997: Taiwo Awoniyi, futbolista nigeriano.
- 1997: Alberto Picchi, futbolista italiano.
- 1998: Kur Kuath, baloncestista sudanés.
- 1998: Lily Snowden-Fine, actriz británica de doblaje.
- 1998: Auston Trusty, futbolista estadounidense.
- 1998: Stefanos Tsitsipas, tenista griego.
- 1999: Ayumu Kawai, futbolista japonés.
- 1999: Matthijs de Ligt, futbolista neerlandés.
- 1999: Yannick Müller, piloto austríaco de luge.
- 1999: Michael Obasuyi, atleta belga.
- 1999: Federico Tévez, futbolista argentino.
- 1999: Zhan-Ali Payruz, futbolista kazajo.
- 2000: Achileas Andreas de Grecia, aristócrata griego.
- 2000: Niamh Fisher-Black, ciclista neozelandesa.
- 2000: Vincenzo Millico, futbolista italiano.
- 2000: Cristian David Núñez, futbolista paraguayo.
- 2001: Dixie D'Amelio, celebridad de internet y cantante estadounidense.
- 2001: Claudia Pina, futbolista española.
- 2001: Siyanda Msani, futbolista sudafricano.
- 2004: Giorgia Lucia Macino, nadadora sincronizada italiana.
- 2008: Dastan Satpaev, futbolista kazajo.

## Fallecimientos
- 30 a. C.: Cleopatra, última reina egipcia (n. 69 a. C.).
- 1156: Blanca Garcés de Navarra, reina consorte de Castilla (n. 1137).
- 1283: Blanca de Champaña, duquesa de Bretaña (n. 1220).
- 1546: Francisco de Vitoria, fraile dominico español (n. 1483).
- 1633: Jacopo Peri, compositor de ópera y músico italiano (n. 1561).
- 1648: Ibrahim I, sultán otomano (n. 1615).
- 1674: Philippe de Champaigne, pintor francés (n. 1602).
- 1689: Inocencio XI, papa católico italiano (n. 1611).
- 1827: William Blake, poeta y pintor británico (n. 1757).
- 1829: Gabriel Císcar, matemático, marino y político español (n. 1769).
- 1848: George Stephenson, ingeniero británico, inventor de la locomotora (n. 1781).
- 1854: Macedonio Melloni, físico italiano (n. 1798).
- 1869: José Dolores Estrada Vado, militar y héroe nacional nicaragüense. (n. 1792).
- 1900: Wilhelm Steinitz, ajedrecista checo (n. 1836).
- 1901: Adolf Erik Nordenskjöld, explorador geógrafo y geólogo sueco (n. 1832).
- 1904: William Renshaw, tenista británico (n. 1861).
- 1918: Anna Held, actriz polaca (n. 1872).
- 1918: Mercedes de Velilla, poeta española (n. 1852).
- 1922: Arthur Griffith, político irlandés (n. 1872).
- 1928: Leoš Janáček, compositor checo (n. 1854).
- 1934: Hendrik Petrus Berlage, arquitecto y urbanista neerlandés (n. 1856).
- 1936: Manuel Goded, militar español (n. 1882).
- 1936: Victoria Díez, maestra y religiosa española, beatificada por la Iglesia católica (n. 1903).
- 1939: Eulalio Gutiérrez Ortiz, presidente mexicano (n. 1881).
- 1944: Joseph P. Kennedy, Jr., aviador estadounidense (n. 1915).
- 1944: Miguel Asín Palacios, arabista y filólogo español (n. 1871).
- 1948: Harry Brearley, inventor británico (n. 1871).
- 1954: Matilde Muñoz, escritora y crítica española (n. 1895).
- 1955: Thomas Mann, escritor alemán, premio nobel de literatura en 1929 (n. 1875).
- 1956: Giampiero Combi, futbolista italiano (n. 1902).
- 1958: André Bauchant, pintor francés (n. 1873).
- 1964: Ian Fleming, escritor británico, creador del personaje James Bond (n. 1908).
- 1964: Isidro Fabela Alfaro, político, abogado, escritor, periodista, historiador, lingüista, filólogo y diplomático mexicano (n. 1882).
- 1967: Esther Forbes, escritora estadounidense (n. 1891).
- 1979: Ernst Boris Chain, bioquímico británico, premio nobel de medicina en 1945 (n. 1906).
- 1981: Oscar Miró Quesada, periodista peruano (n. 1884).
- 1982: Henry Fonda, actor estadounidense (n. 1905).
- 1982: Salvador Sánchez, boxeador mexicano (n. 1959).
- 1985: Manfred Winkelhock, piloto de automovilismo alemán (n. 1951).
- 1988: Jean-Michel Basquiat, pintor estadounidense (n. 1960).
- 1989: William Bradford Shockley, físico estadounidense (n. 1910).
- 1990: Dorothy Mackaill, actriz estadounidense (n. 1903).
- 1992: John Cage, compositor estadounidense (n. 1912).
- 1997: Carlos Chávez Navarrete, cantante peruano (n. 1960).
- 1998: Jesús Loroño, ciclista español (n. 1926).
- 2000: Loretta Young, actriz estadounidense (n. 1913).
- 2001: Antonio José Galán, torero español (n. 1948).
- 2004: Godfrey Newbold Hounsfield, ingeniero electrónico británico, premio nobel de fisiología o medicina en 1979 (n. 1919).
- 2007: Ronald N. Bracewell, científico y académico australiano (n. 1921).
- 2007: Mike Wieringo, dibujante de cómics (n. 1963).
- 2008: Orlando Fals Borda, sociólogo colombiano (n. 1925).
- 2009: José Asenjo Sedano, escritor español (n. 1930).
- 2010: Arsenio Alcalde, profesor y empresario chileno (n. 1924).
- 2010: Isaac Bonewits, escritor y cantante estadounidense (n. 1949).
- 2010: Guido de Marco, político y presidente maltés entre 1999 y 2004 (n. 1931).
- 2010: Luis Tascón, político e ingeniero venezolano (n. 1968).
- 2011: Francisco Solano López, historietista argentino (n. 1928).
- 2012: Lucy Gallardo, actriz mexicana de origen argentino (n. 1929).
- 2013: Friso de Orange-Nassau, príncipe neerlandés (n. 1968).
- 2014: Lauren Bacall, actriz y modelo estadounidense (n. 1924).
- 2017: Fátima Ahmed Ibrahim, política y feminista de Sudán (n. 1928).
- 2020: Mónica Miguel, actriz mexicana (n. 1939).
- 2021: Tarcísio Meira (85), actor brasileño (n. 1935).
- 2021: Una Stubbs (84), bailarina y actriz británica de televisión (n. 1937).
- 2022: Wolfgang Petersen (81), director de cine alemán (n. 1941).

## Celebraciones
- Día Internacional de la Juventud.
- Día Mundial del Disco de Vinilo.[4]
- Día Mundial del Elefante.[5]
- Día Mundial del Hijo del Medio.[6]

- Lluvia de meteoros: fecha del máximo de caída de meteoros conocida como Perseidas (la tercera mayor lluvia del año).

 Por países
(Por orden alfabético)
- Argentina: 
  - Día de la Reconquista de Buenos Aires.[7]
  - Día del Trabajador de Televisión.[8]
    -  Corrientes: 
      - Aniversario de Ituzaingó.[9]
Fundación: 12 de agosto de 1864 (161 años).

- Colombia: 
  - Día Nacional del Recreador.

- Estados Unidos: 
  - Día del Hijo del Medio.[10]

### Santoral católico
- Beato Amadeo de Silva.

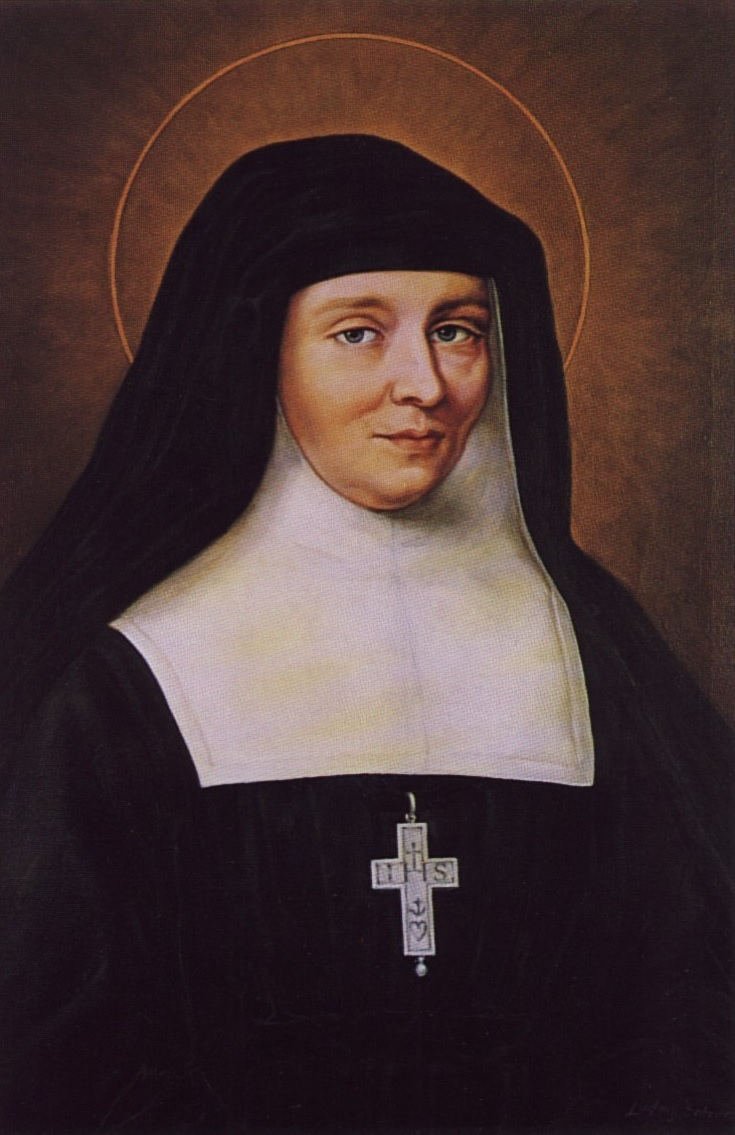
Santa Juana Francisca Frémyot de Chantal.

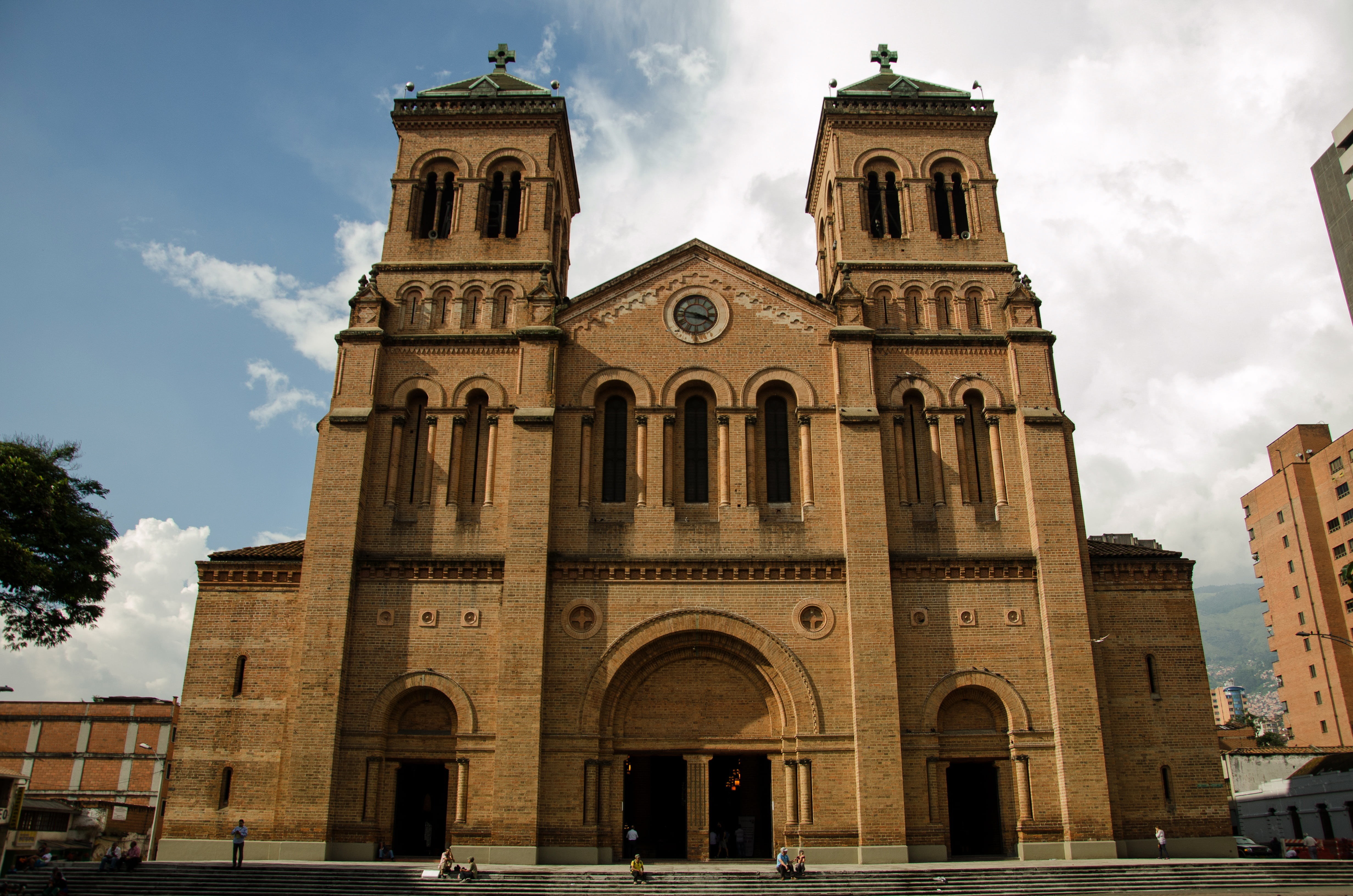
Catedral de Medellín.

- Santa Juana de Chantal. (imagen ilustrativa).
- San Aniceto de Nicomedia.[11]
- Santa Cecilia de Remiremont.
- Santa Digna de Augsburgo.[11]
- Santa Eunomia de Augsburgo.[11]
- San Euplo de Catania.[11]
- Santa Euprepia de Augsburgo.[11]
- Santa Felicísima de Faleria.[11]
- San Focio de Nicomedia.[11]
- San Graciliano de Faleria.[11]
- Santa Hilaria de Augsburgo.[11]
- San Porcaro de Lerins y compañeros.[11]
- Beato Antonio Perulles Estívill.[11]
- Beato Carlos Leisner.[11]

 Por países
(Por orden alfabético)
- Colombia: 
  - Dedicación de la Catedral Basílica Metropolitana de la Inmaculada Concepción de Medellín. (imagen ilustrativa).

- España: 
  - El Barco de Ávila: festividad de San Pedro del Barco.